# Eletrobras CGTEE
A Companhia de Geração Térmica de Energia Elétrica - Eletrobras CGTEE foi uma empresa de economia mista, de geração de energia elétrica, oriunda da cisão da antiga Companhia Estadual de Energia Elétrica do Rio Grande do Sul que existiu de 11 de agosto de 1997 a 02 de janeiro de 2020. 
Em 02 de janeiro de 2020 incorporou a Eletrosul, passando a se chamar CGT Eletrosul. Foi uma das subsidiárias da Eletrobras, vinculada ao Ministério de Minas e Energia. 

## História
- Em 26/12/1996, a Lei Estadual nº 10.900 autoriza o Poder Executivo a proceder à reestruturação societária e patrimonial da CEEE, através de cisão, fusão, transformação, incorporação, extinção, redução ou aumento de capital ou a combinação destes instrumentos, podendo criar sociedades coligada, controladas ou subsidiárias assim discriminadas: 1 - duas sociedades anônimas de geração de energia elétrica, a Companhia de Geração Hídrica de Energia Elétrica e a Companhia de Geração Térmica de Energia Elétrica; 2 - uma sociedade anônima de transmissão de energia elétrica, a Companhia Transmissora de Energia Elétrica; 3 - três sociedades anônimas de distribuição de energia elétrica, a Companhia Sul-Sudeste de Distribuição de Energia Elétrica; a Companhia Centro-Oeste de Distribuição de Energia Elétrica; e a Companhia Norte-Nordeste de Distribuição de Energia Elétrica; 4 - uma sociedade controladora (holding) das sociedades de energia elétrica, sob controle acionário do Estado do Rio Grande do Sul, que é a Companhia Estadual de Energia Elétrica - Participações.
- Em 11/08/1997, a Assembléia Geral Extraordinária dos acionistas da CEEE autoriza a criação das empresas Companhia de Geração Térmica de Energia Elétrica, Companhia Centro-Oeste de Distribuição de Energia Elétrica e a Companhia Norte-Nordeste de Distribuição de Energia Elétrica.
- Em dezembro de 1998, o controle da Companhia de Geração Térmica de Energia Elétrica - CGTEE passou para o Governo Federal, em troca de dívidas do Governo Estadual para com o Governo Federal.
- Em 2000, passa a ser controlada pela Eletrobras.
- Em 2017 a sede administrativa da empresa foi transferida de Porto Alegre para o município de Candiota.
- Em 02 de janeiro de 2020 e aprovada a incorporação da Eletrosul e passa a se chamar CGT Eletrosul - Companhia de Geração e Transmissão de Energia Elétrica do Sul do Brasil.

## Usinas termelétricas
- Usina Termelétrica Presidente Médici (Candiota III) - Carvão Mineral, 350 MW -  Rio Grande do Sul
- Nova Usina Termelétrica de Porto Alegre - Óleo Diesel tipo D, 24 MW - Fechada em 2018  Rio Grande do Sul
- Usina Termelétrica de São Jerônimo - Carvão Mineral, 20 MW - Fechada em 2013  Rio Grande do Sul

Capacidade total de geração instalada/projetada: 350 MW